# Rainulphe Marie Eustache d'Osmond
 (avril 2018).
Si vous disposez d'ouvrages ou d'articles de référence ou si vous connaissez des sites web de qualité traitant du thème abordé ici, merci de compléter l'article en donnant les références utiles à sa vérifiabilité et en les liant à la section « Notes et références ».
 (avril 2018).
- Si vous ne connaissez pas le sujet, laissez ce bandeau (vous pouvez alors contacter les auteurs).
- Si vous supprimez le contenu mis en cause (vous pouvez préalablement contacter les auteurs),

argumentez précisément cette suppression dans la page de discussion
(un manque de référence n'est pas un argument ; une recherche réelle de référence doit avoir été effectuée, être formellement documentée).
Rainulphe Marie Eustache d'Osmond, 5e marquis d'Osmond (1862), né le 24 juin 1828 et mort à Paris le 11 novembre 1891, est un écrivain et compositeur français.

## Biographie
Fils de Rainulphe d'Osmond (1787-1862), 4e marquis d'Osmond, et de la marquise née Aimée Carvillon des Tillières (1797-1853), Rainulphe d'Osmond épousa en premières noces le 22 septembre 1854 Marie Joséphine Tardieu de Maleyssie dont il eut un fils, Eustache Conrad d'Osmond (1855-1904).
Divorcé après 1862, il se remaria avec une Italienne, Maria Theresa Edwige Geronima Roero di Cortanze († 1920), veuve de Louis Solaro, comte del Borgo, qui lui avait donné quatre enfants. Ils eurent une fille prénommée Osmonde.
De tempérament original et artiste, fondateur en 1860 du Cercle de l'Union artistique, Rainulphe d'Osmond a écrit plusieurs ouvrages. Passionné de chasse et de musique, mondain et élégant, il dépensa sans compter la fortune héritée de ses parents.
Son père ayant vendu le château de Pontchartrain, il acheta le château de Montmorin en Seine-et-Oise.

## Œuvres
- À la Billebaude, par le maître d'équipage, 1867
- Le général comte d'Argent, 1868
- Décentralisation. L'État par la province, 1871
- Symphonies du cœur et chansons de l’esprit, 1873
- Dans la montagne. Le Tyrol autrichien, 1878
- Le Théâtre de l'à-peu-près, changements à vue, trappes et praticables, 1878
- Reliques et impressions, études, silhouettes et croquis, avec une préface par Alexandre Dumas fils, 1888
- Les Hommes des bois, épisodes et souvenirs, Préface de Pierre-Amédée Pichot, 1892